# Herta Nagl-Docekal
Herta Nagl-Docekal (* 29. května 1944 Wels, Horní Rakousy) je rakouská filozofka a profesorka.

## Životopis
Studovala historii, filozofii a germanistiku na univerzitě ve Vídni. Roku 1967 promovala sub auspiciis rei publicae na Dr. phil. v oboru historie na univerzitě ve Vídni (s prací pod vedením Ernsta von Lasaulx). Od roku 1968 do roku 1985 byla odbornou asistentkou na Institutu filozofie na univerzitě ve Vídni. V létě 1980 učila na katedře filozofie Millersville University of Pennsylvania.
V roce 1981 se habilitovala na univerzitě ve Vídni s prací Die Objektivität der Geschichtswissenschaft. V období 1985-2009 byla univerzitní profesorkou na Institutu filozofie Vídeňské univerzity.
Jako hostující profesor byla: v roce 1990 na univerzitě v Utrechtu; 1991/92 na Univerzitě Johanna Wolfganga Goetheho Frankfurt; 1993 na Universität Konstanz; 1994/95 na Svobodné univerzitě Berlín a 1995/96 na Katolicko-teologické fakultě univerzity v Innsbrucku. V roce 1994 působila jako hostující vědecký pracovník v Institut für die Wissenschaften vom Menschen; roku byla 2011 hostujícím profesorem na univerzitě v Petrohradu .
Je členem Rakouské akademie věd, plnoprávným členem Institut International de Philosophie a místopředsedou FISP (Fédération Internationale des Sociétés de Philosophie).

## Dílo (výběr)
- Jenseits der Säkularisierung. Religionsphilosophische Studien. - Berlin 2008 * Viele Religionen - eine Vernunft? Ein Disput zu Hegel. - Wien/Berlin 2008
- Glauben und Wissen. Ein Symposium mit Jürgen Habermas. - Wien/Berlin 2007 * Geschichtsphilosophie und Kulturkritik. - Darmstadt 2003
- Feministische Philosophie. Ergebnisse, Probleme, Perspektiven. - Frankfurt a.M. 2000 a 2004
- Continental Philosophy in Feminist Perspective. - Pennsylvania State University Press 2000
- Der Sinn des Historischen. - Frankfurt a.M. 1996
- Politische Theorie. Differenz und Lebensqualität. - Frankfurt a.M. 1996 * Postkoloniales Philosophieren: Afrika. - Wien/München 1992
- Tod des Subjekts? - Wien/München 1987
- Die Objektivität der Geschichtswissenschaft. Systematische Untersuchungen zum wissenschaftlichen Status der Historie. - Wien/München 1982
- spoluautorka: Wiener Reihe. Themen der Philosophie (od 1986)
- spoluautorka: Deutsche Zeitschrift für Philosophie (1993–2004)
- spoluautorka: L'Homme. Europäische Zeitschrift für feministische Geschichtswissenschaft (1990 až 2003).